# Ромашин, Сергей Викторович
Серге́й Ви́кторович Рома́шин (10 ноября 1967, пос. Пограничный, Пограничный район, Приморский край, СССР — 9 августа 1996, Грозный, Чечня, Россия) — офицер Управления «В» («Вымпел») Антитеррористического центра Федеральной службе безопасности Российской Федерации, майор, погибший во время боёв за Грозный в августе 1996 года. Герой Российской Федерации (посмертно).

## Биография
Сергей Ромашин родился 10 ноября 1967 года в посёлке Пограничный Приморского края в семье офицера военной контрразведки, будущего генерал-майора ФСБ. Русский. Некоторое время жил с семьёй в Биробиджане, учился в школе № 10. Окончил среднюю школу № 3 города Южно-Сахалинска.
В Вооружённых Силах СССР с 1984 года. В 1988 году окончил Московское высшее военное командное училище пограничных войск КГБ СССР. Проходил службу в Пограничных войсках. Начинал свою службу на заставе в Мурманской области. Окончил Институт переподготовки и повышения квалификации ФСБ России (г. Новосибирск).
Перевёлся в отряд спецназа «Вымпел», будучи подходящей кандидатурой (Ромашин был мастером спорта по рукопашному бою и метким стрелком).
В 1995—1996 годах — участник Первой чеченской войны, совершил четыре командировки в Чечню.
В четвёртой командировке был старшим группы из 9 бойцов «Вымпела». Группа размещалась в общежитии ФСБ в Грозном, и во время начала операции «Джихад» 6 августа 1996 года примерно с 80 сотрудниками ФСБ была окружена и изолирована в общежитии. Сотрудники ФСБ отказались сдаваться дудаевцам, затем отказались от предложения уйти в основной массе войск, сдав здание: внутри находились важные документы.
Начался бой. Майор Ромашин во главе своей группы вёл огонь с крыши и верхних этажей здания, в первые часы боя получил пулевое ранение, но остался в строю. Возглавил обороняющихся после гибели подполковника ФСБ Александра Алексеева. После трёх суток боя бо́льшая часть оборонявшихся получили ранения, заканчивались боеприпасы, еда и вода, существовала угроза разрушения здания — боевики подожгли строение, взорвав возле его стены бензовоз; было решено идти тремя группами на прорыв. Первая группа успешно прорвалась к своим, но вторая, которую возглавлял Сергей Ромашин, попала в засаду. При обстреле группы из пулемётов он получил несколько ранений, но открыл ответный огонь, прикрывая товарищей. Тяжело раненый Ромашин пробрался к подвалу одного из домов, вёл огонь из автомата, потом применил гранаты, отстреливался из пистолета, оставив последний патрон для себя (по другой версии, он вызвал на себя огонь противника и ценой собственной жизни обеспечил выход товарищей из окружения; согласно ещё одной, Ромашин взорвал себя и окруживших его боевиков противотанковой гранатой).
Указом Президента Российской Федерации от 9 сентября 1996 года № 1338-с за мужество и героизм, проявленные при выполнении специального задания, майору Ромашину Сергею Викторовичу было посмертно присвоено звание Героя Российской Федерации.
Похоронен 3 сентября 1996 года в Москве на Николо-Архангельском кладбище (участок 75а).

## Память
В 1997 году именем Героя была названа улица и школа № 3 в городе Южно-Сахалинске; в 1998 году, согласно постановлению мэра г. Южно-Сахалинска, на здании школы была установлена мемориальная доска (автор — заслуженный художник России В. Н. Чеботарёв).
На здании областного управления ФСБ установлена мемориальная доска в его честь.
Имя героя выбито среди прочих имён на стеле, посвящённой погибшим «вымпеловцам».
С 2002 года в Южно-Сахалинске ежегодно проводится турнир по рукопашному бою памяти Героя Российской Федерации С. В. Ромашина.
Имя Сергея Ромашина увековечено на Галерее выпускников — Героев Отечества в Институте ФСБ России (г. Новосибирск).
В 2013 году его имя было увековечено на «Аллее памяти» в Мурманске.
В 2018 году на территории школы № 3 установили его бюст.

## Семья
Отец — Виктор Михайлович Ромашин, офицер военной контрразведки, генерал-майор ФСБ, заместитель министра РФ по атомной энергии (1999—2001).